# Dr. C and the Women
Dr. C and the Women é o décimo terceiro episódio da décima terceira temporada da série de televisão norte-americana Family Guy, sendo exibido originalmente na noite de 15 de Março de 2015 pela Fox Broadcasting Company (FOX) nos Estados Unidos. O título é uma paródia do filme do ano 2000, Dr. T & the Women.

## Enredo
Meg torna-se popular em seu novo trabalho no aeroporto, devido a ser a mulher mais atraente do local. Enquanto isso, Cleveland obtém um novo emprego como um terapeuta, e dá conselhos de relacionamento para Peter e Lois. Peter logo cresce na relação de modo frustrado e ameaça revelar um segredo a Donna sobre os eventos de despedida de solteiro de Cleveland.

## Recepção

### Avaliação Crítica
Katrina Tulloch, da Entertainment Weekly, elogiou a forma como o episódio contou com Meg, que tinha sido parte ausente dos dois episódios anteriores. Ela disse que o melhor era insulto em pensamento de Peter, dizendo que que Joe foi apenas um policial por causa da fundação Make-A-Wish.

### Audiência
De acordo com o instituto de medição de audiências Nielsen Ratings, o episódio foi assistido por 3,45 milhões de telespectadores em sua exibição original, recebendo uma quota de 1,7/5 na demográfica de idades 18-49. O show foi o terceiro mais visto da FOX naquela noite, perdendo para o episódio de The Simpsons, Waiting for Duffman(3,59 milhões) e The Last Man on Earth(3,76 milhões).